# سیسواتس
سیسواتس (به صربی: Sisevac) یک روستا در صربستان است که در ناحیه پوموراولیه واقع شده‌است.
 سیسواتس  ۱۸ نفر جمعیت دارد.